# Zi Si
Zi Si 子思 (483 ? - 402 ? AEC) est un philosophe confucéen.

## Biographie
Zi Si était le petit-fils de Confucius et peut-être le maître de Mencius. Fils de Kong Li (孔鯉) ou Kong Boyu (孔伯魚), il avait pour véritable nom Kong Ji (孔伋), Zi Si étant son prénom social. Il serait né peu avant la mort de son grand-père et de son père et aurait étudié avec Zengzi (曾子), disciple de Confucius. Il aurait également servi le Duc Mu (穆公) de Lu.
Philosophe, on lui attribue la sagesse de son aïeul et plusieurs ouvrages dont le plus célèbre est le Zhong Yong ou Invariable milieu (attribution par Sima Qian). Comme Aristote, il y place la vertu dans le milieu entre les excès. Il a existé un recueil Zisizi (Maître Zi Si 子思子), perdu.